# Star Raiders
Star Raiders è un videogioco prodotto da Atari in origine per la sua famiglia di computer a 8 bit, programmato da Doug Neubauer e pubblicato nel 1979, e in seguito portato su altri sistemi Atari. Viene considerato una delle prime killer app poiché ha dato impulso alle vendite dei computer Atari 400/800 appena lanciati.
Il gioco è caratterizzato da grafica in prima persona che mostra l'esterno della nave spaziale che si muove nell'ambiente tridimensionale mentre combatte contro i nemici. Sebbene fossero già stati presentati titoli che utilizzavano questa prospettiva, Star Raiders si distinse per la grafica particolarmente avanzata e per la complessità del gioco.
Fu anche uno dei primi videogiochi spaziali di combattimento in prima persona (con Starhawk del 1977 e Star Fire del 1979).
Star Raiders è stato dichiarato uno dei dieci videogiochi più importanti da Henry Lowood della Stanford University, nel marzo 2007.

## Modalità di gioco
Il gioco utilizza il joystick per comandare la direzione dell'astronave e la tastiera per inviare i comandi. Scopo del gioco è difendere le basi degli Atarian dai predoni spaziali che la documentazione identifica come gli Zylon.

### Mappa galattica e iperspazio
Il gameplay del gioco è un adattamento dei primi videogiochi testuali di Star Trek: il giocatore guida la sua astronave nello spazio muovendosi in una galassia rappresentata tramite una mappa stellare bidimensionale, suddivisa tramite una griglia. Ogni griglia può contenere una base stellare o delle astronavi nemiche; la vista tridimensionale viene utilizzata quando il giocatore si muove nei singoli elementi della griglia. Quando il giocatore vuole muoversi tra i diversi elementi della griglia invece deve utilizzare l'iperspazio: eseguendolo il gioco mostra una schermata animata che ricorda quella visibile nei film di Star Trek o di Guerre stellari, delle linee bianche partenti dal centro dello schermo si estendono radialmente. Nei livelli più difficili il movimento tramite iperspazio richiede che il giocatore mantenga centrata l'astronave mentre questa si muove.

### Combattimenti, danneggiamenti e risorse
Alla classica formula dei giochi di Star Trek, Star Raiders aggiunge il combattimenti nello spazio tridimensionale. Nella schermata principale il giocatore può guardare anteriormente o posteriormente all'astronave. Per difendersi dalle astronavi nemiche il giocatore lancia delle sfere infuocate. Le astronavi Zylon sono presenti in tre tipologie e vagamente ricordano le astronavi Cylon della serie Galactica o quelle di Guerre stellari. In basso a destra si trova un riquadro che mostra la presenza di basi stellari o astronavi nemiche nelle vicinanze. Inoltre è presente una modalità di esplorazione che permette di effettuare un'analisi ad ampio raggio della zona.
I nemici sparano contro l'astronave del protagonista e nel caso lo colpiscano l'astronave ne risulterà danneggiata. Inoltre l'astronave può essere danneggiata dalla collisione con meteoriti vaganti. Il giocatore ha a disposizione una sola vita ma lo schermo di energia dell'astronave è in grado di subire diversi colpi, l'astronave verrà distrutta solo nel caso che lo schermo sia senza energia o guasto. Esistono varie tipologie di danni, questi possono colpire gli scudi, i motori, le armi o i sistemi di analisi che possono funzionare in modo intermittente o possono guastarsi completamente. Nel caso di guasti o di scudi con poca energia il giocatore deve dirigersi verso una base stellare per effettuare le riparazioni e reintegrare la scorta di energia degli scudi. Le basi stellari possono essere distrutte dagli Zylon se questi occupano un settore della griglia per troppo tempo.

### Punteggi
Star Raiders può essere terminato distruggendo tutte le astronavi nemiche. Il punteggio viene mostrato su schermo solo nei casi di vittoria, di game over o di abbandono delle missioni: durante il gioco non viene mostrato nessun punteggio, ma valutazioni simili a gradi militari. I giocatori scarsi ricevono valutazioni come "Garbage Scow Captain" (capitano nave immondizia) o "Galactic Cook" (cuoco galattico). La valutazione dipende da una formula che tiene conto del livello raggiunto, dell'energia e del tempo impiegato, delle basi stellari distrutte, del numero di nemici distrutti, della vittoria o sconfitta.
Tra i possibili gradi i primi sono:
- Star Commander (Class 1)
- Commander
- Captain
- Warrior
- Lieutenant
- Major
- Ace
- Pilot
- Novice
- Rookie (Class 5)

## Caratteristiche tecniche

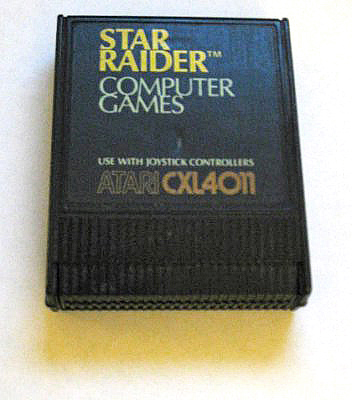
Una cartuccia di Star Raiders per computer Atari a 8 bit; le prime versioni avevano un'etichetta errata ("Star Raider")

Eccetto la più evoluta versione per Atari ST, Star Raiders utilizza uno schermo bitmap con risoluzione di 160 x 96 con quattro colori. Le astronavi sono mostrate come degli sprite sullo schermo. Il gioco miscela la modalità grafica e la modalità testo delle macchine Atari. Nella parte superiore dello schermo il gioco utilizza la modalità grafica, mentre nella parte inferiore utilizza la modalità testuale con l'utilizzo di un carattere con taglio futurista.
Il gioco dal punto di vista sonoro gestisce i motori, le esplosioni, gli allarmi e altro tramite il sintetizzatore integrato dentro l'integrato Atari POKEY (Doug Neubauer aveva lavorato alla progettazione dell'integrato).
Il gioco per Atari a 8 bit è contenuto in una ROM da 8K e richiede 8K di RAM per essere eseguito, e quindi può essere utilizzato da tutti i computer della famiglia.

## Adattamenti e seguiti

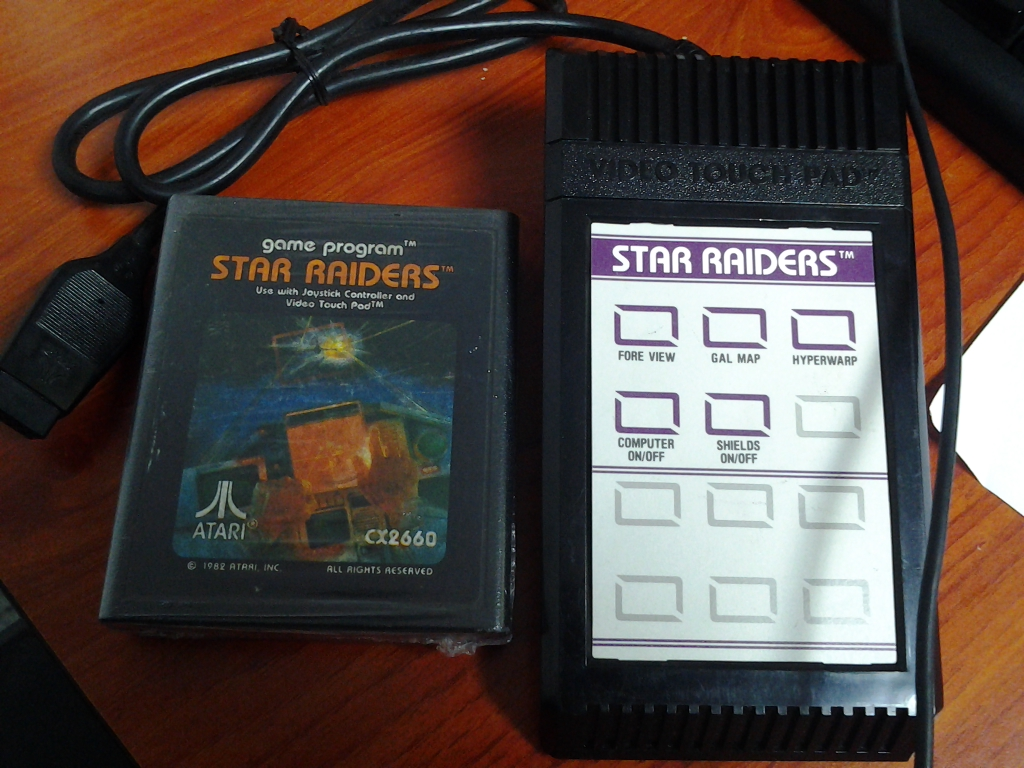
La cartuccia per Atari 2600 e il controller Video Touch Pad con inserita la mascherina di Star Raiders

Versioni di Star Raiders furono create per Atari 2600, Atari 5200 e Atari ST. La versione per Atari 2600 presentata nel 1982 era venduta con un particolare controller, il Video Touch Pad, da collegare alla console al posto del secondo joystick, fornendo una piccola tastiera. La versione per Atari 5200 è virtualmente identica alla versione per computer e si avvantaggia della presenza di un controller analogico e di alcuni cambiamenti grafici minori.
Atari decise poi di produsse un seguito del gioco chiamato Star Raiders 2, che pubblicò nel 1987. Star Raiders 2 in origine doveva chiamarsi The Last Starfighter e doveva essere un adattamento del film Giochi stellari ma il gioco non aveva nulla del titolo arcade che si vedeva nella pellicola; inoltre lo sviluppo si rivelò più complesso del previsto per cui le versioni per Atari 400/800/5200 furono cancellate mentre la versione per 2600 fu terminata da Neubauer e pubblicata nel 1986 con il nome di Solaris. Nonostante fosse sviluppato per l'ormai datata console 2600, il titolo fu accolto molto bene. Successivamente Atari riprese lo sviluppo di Star Raiders 2 terminando il gioco e pubblicandolo nel 1987 per i suoi home computer ad 8 bit 400/800 e per altre piattaforme, quali il Commodore 64, il Sinclair ZX Spectrum e l'Amstrad CPC. Il gioco riprendeva l'idea alla base dello Star Raiders originale a cui erano aggiunti alcuni elementi tratti dalla pellicola di Giochi Stellari.
Una versione aggiornata del gioco chiamata Star Raiders 2000 era pianificata per la console Atari Jaguar nel 1995. Per ragioni sconosciute il gioco venne rinominato Space War 2000 e in seguito il gioco venne annullato quando Atari pubblicò BattleSphere, un videogioco simile sviluppato da uno studio indipendente. Un prototipo di Space War 2000 fu in seguito venduto insieme ad altri progetti incompiuti nel 2001.
Atari sviluppò un videogioco spaziale tridimensionale più avanzato con Star Wars, ma con un gameplay semplicistico.
Molti concorrenti di Atari produssero dei giochi simili a Star Raiders, tra i molti il più noto è Starmaster dell'Activision.

### Fumetti
Le prime copie del gioco erano accompagnate da Atari Force, una miniserie a fumetti prodotta da DC Comics. Questo era il terzo volume della serie, preceduto dai fumetti tratti da Defender e Berserk; altri due adattamenti accompagnarono i giochi Phoenix e Galaxian.
Nel 1983 DC Comics pubblicò una graphic novel ispirata al gioco. Venne scritta da Elliot S. Maggin e illustrata da José Luis Garcia Lopez.